# Urban America Television
Urban America Television (UATV) foi um canal de televisão paga nos Estados Unidos. De acordo com o site oficial da companhia, o canal tinha 70 redes afiliadas. A UATV tinha uma cobertura de 22% do territorio norte-americano. Ele foi sucedido pelo Independent Television na TV a Cabo.